# Kilifina inquilina
Kilifina inquilina là một loài nhện trong họ Mysmenidae. Chúng được miêu tả năm 1987 bởi L. Baert & Murphy.